# Noizé
Noizé is een plaats en voormalige gemeente in het Franse departement Deux-Sèvres in de regio Nouvelle-Aquitaine  en telt 737 inwoners (2005). De plaats maakt deel uit van het arrondissement Bressuire.

## Geschiedenis
Op 1 januari 1973 fuseerde Noizé samen met Bilazais en Brie met Oiron tot een gemeente die ook de naam Oiron kreeg. Op 14 februari 1983 werd Brie weer zelfstandig. In 2019 fuseerden Brie en Oiron met Saint-Jouin-de-Marnes en Taizé-Maulais tot de commune nouvelle Plaine-et-Vallées.
Bilazais · Brie · Maulais · Noizé · Oiron · Saint-Jouin-de-Marnes · Taizé